# Angey
Angey település Franciaországban, Manche megyében. Lakosainak száma 287 fő (2018. január 1.). Angey Jullouville és Dragey-Ronthon községekkel határos.

## Népesség
A település népességének változása:
| Lakosok száma | 149  | 137  | 115  | 133  | 140  | 221  | 242  | 255  | 287  | 287  |
|               | 1962 | 1968 | 1982 | 1990 | 1999 | 2008 | 2011 | 2013 | 2017 | 2018 |